# Kullsarvsdammen
Kullsarvsdammen är en sjö i Vansbro kommun i Dalarna och ingår i Dalälvens huvudavrinningsområde. Sjön har en area på 0,0757 kvadratkilometer och ligger 303,4 meter över havet. Sjön avvattnas av vattendraget Granan.

## Delavrinningsområde
Kullsarvsdammen ingår i det delavrinningsområde (669464-140048) som SMHI kallar för Utloppet av Kullsarvsdammen. Medelhöjden är 324 meter över havet och ytan är 0,88 kvadratkilometer. Räknas de 3 avrinningsområdena uppströms in blir den ackumulerade arean 29,1 kvadratkilometer. Granan som avvattnar avrinningsområdet har biflödesordning 3, vilket innebär att vattnet flödar genom totalt 3 vattendrag innan det når havet efter 358 kilometer. Avrinningsområdet består mestadels av skog (91 procent). Avrinningsområdet har 0,07 kvadratkilometer vattenytor vilket ger det en sjöprocent på 8 procent.